# انتياب
الانتياب (بالإنجليزية: paroxysm)‏ مصطلح يستخدم لوصف عدد من الأمراض التي تظهر أعراضها بشكل نوبات انيابية (بالإنجليزية: Paroxysmal attacks)‏ أو اشتدادية وبصورة مفاجئة مثل أعراض الاختلاج والتشنجات. من الأمراض التي تحدث فيها نوبات انتيابية التصلب المتعدد والسعال الديكي والتهاب الدماغ وإصابة الرأس والسكتة والربو وألم عصب ثلاثي التوائم وفاصلة قطع النفس والصرع والملاريا والتأبس الظهري (أو اعتلال النخاع الزهري) ومرض بهجت والبيلة الهيموغلوبينية الانتيابية الليلية، بالإضافة لاضطراب الإشباع عند الأطفال.